# Ardahan
Ardahan (georgisch არტაანი Artaani, russisch Ардаган Ardagan) ist eine Stadt im äußersten Nordosten der Türkei. Sie ist die Provinzhauptstadt der gleichnamigen Provinz Ardahan.

## Geographie, Lage und Namensherkunft
Ardahan liegt zwischen Kaukasus, Schwarzem Meer und Anatolien beidseits der Kura auf 1860 m über dem Meeresspiegel. Die Stadt beherbergt rund 56 % der Kreisbevölkerung.
Der zentrale Landkreis (Merkez) besteht neben der Kreisstadt aus 62 Dörfern (Köy) mit durchschnittlich 296 Einwohnern. 22 Dörfer haben mehr als der Durchschnitt Einwohner, Çamlıçatak ist mit 939 Einwohnern das größte Dorf.
Der Kreis Ardahan liegt zentral innerhalb der Provinz Ardahan und grenzt intern an den Kreis Hanak im Norden, an den Kreis Çıldır im Nordosten und an den Kreis Göle im Süden. Extern grenzt er im Westen an die Kreise Ardanuç und Şavşat der Provinz Artvin sowie im Südosten an den Kreis Susuz der Provinz Kars.
Der Name „Ardahan“ lässt sich vermutlich auf die armenische Aussprache des ursprünglich georgischen oder sogar luwischen Namens zurückführen.

## Geschichte
Grabungen in der Burg Ardahans haben Zeugnisse verschiedener Kulturen offenbart und gezeigt, dass Ardahan seit der frühen Bronzezeit besiedelt war.
Laut dem spätantiken armenischen Geschichtsschreiber Moses von Choren war Ardahan in der Antike eines der Wirtschaftszentren des westlichen Gugark, wurde aber in vorschriftlicher Zeit an einen georgischen Staat abgegeben. Zu Zeiten von Pharnawaze I. war das damalige Kadjtha-Kalak vermutlich der Ort einer Schlacht zwischen den Truppen des letzteren und Alliiertenverbänden des antiken Griechenlands.
Die ersten Streifzüge islamischer Verbände erfolgten im Jahr 642. Türkische Verbände fielen unter Kutalmiş ab 1053 in die Region ein. Ardahan wurde vermutlich erobert, als die Burg von Kars 1067 in türkische Hände fiel. Anschließend stand Ardahan abwechselnd unter der Herrschaft der Seldschuken, Georgier, Mongolen, Ilchane, Qarakoyunlu und Aqqoyunlu. Nach Evliya Çelebi wurde Ardahan unter Selim I. dem Osmanischen Reich einverleibt. Dort war es im Wechsel Teil der Eyalets Çıldır, Erzurum und Kars.
Die Stadt wurde am 17. Mai 1877 von der russischen Armee besetzt und fiel gemäß dem Frieden von San Stefano und in Verbindung mit dem Berliner Vertrag 1878 an das Russische Reich. Im Frieden von Brest-Litowsk erhielt das Osmanische Reich diesen Sandschak wieder zurück, musste ihn jedoch bereits Anfang 1919 in der Folge des Waffenstillstands von Mudros wieder räumen, Ardahan fiel an Georgien. Im Verlaufe des Einmarsches sowjetischer Truppen in Georgien musste auch Georgien seinen Anteil an der Provinz Ardahan, nach einem türkischen Ultimatum, am 23. Februar 1921 kampflos den Türken überlassen.

## Medien
In Ardahan senden zahlreiche Zeitungen, Radio Fernsehsender und Zeitschriften online. Dutzende Fernseh- und Radiosender sowie Zeitungen sind Teil der ersten Online-Zeitung Ardahans, die Mehmet Ali Arslan Medya gehört. In Ardahan gibt es auch traditionelle Printmedien, jedoch betreibt kein Medienunternehmen Satelliten- oder terrestrische Übertragung.

## Demographie
1835 kamen auf die 300 damals zumeist unterirdisch angelegten Behausungen lediglich etwa 70 Haushalte, die ehemals von Russen bewohnten Häuser waren geplündert und zerstört.

### Bevölkerungsentwicklung
Nachfolgende Tabelle zeigt den vergleichenden Bevölkerungsstand am Jahresende für die Provinz, den zentralen Landkreis und die Stadt Ardahan sowie den jeweiligen Anteil an der übergeordneten Verwaltungsebene. Die Zahlen basieren auf dem 2007 eingeführten adressbasierten Einwohnerregister (ADNKS).

| Jahr | Provinz | Landkreis | Landkreis | Stadt | Stadt  |
| Jahr | abs.    | proz.     | abs.      | proz. | abs.   |
| ---- | ------- | --------- | --------- | ----- | ------ |
| 2022 | 92.481  | 45,06     | 41.672    | 55,90 | 23.295 |
| 2021 | 94.932  | 44,27     | 42.023    | 54,56 | 22.927 |
| 2020 | 96.161  | 43,32     | 41.658    | 52,27 | 22.190 |
| 2019 | 97.319  | 43,54     | 42.374    | 53,59 | 22.707 |
| 2018 | 98.907  | 42,69     | 42.226    | 52,50 | 22.169 |
| 2017 | 97.096  | 43,01     | 41.758    | 51,96 | 21.696 |
| 2016 | 98.335  | 42,65     | 41.939    | 51,47 | 21.587 |
| 2015 | 99.265  | 41,73     | 41.422    | 47,75 | 19.777 |
| 2014 | 100.809 | 40,63     | 40.960    | 47,99 | 19.657 |
| 2013 | 102.782 | 39,77     | 40.874    | 46,13 | 18.857 |
| 2012 | 106.643 | 39,17     | 41.770    | 45,67 | 19.075 |
| 2011 | 107.455 | 38,42     | 41.287    | 44,32 | 18.298 |
| 2010 | 105.454 | 37,62     | 39.676    | 40,96 | 16.251 |
| 2009 | 108.169 | 37,40     | 40.455    | 42,44 | 17.171 |
| 2008 | 112.242 | 36,42     | 40.875    | 41,40 | 16.923 |
| 2007 | 112.721 | 36,22     | 40.828    | 42,73 | 17.446 |

### Stadtentwicklung
Nachfolgende Tabelle gibt Auskunft über die Entwicklung der Einwohnerzahlen von Stadt (Şehir) und Kreis Ardahan innerhalb der Provinz Kars bzw. als eigenständige Provinz. Die Zahlen wurden den als PDF-Dateien veröffentlichten Ergebnisse der Volkszählungen der angegebenen Jahre entnommen, abrufbar über die Bibliothek des TURKSTAT (TÜİK).
| Jahr  | 2000   | 1990   | 1985   | 1980   | 1975   | 1970   | 1965   | 1960   | 1955   | 1950   | 1945   | 1940   | 1935   | 1927   |
| ----- | ------ | ------ | ------ | ------ | ------ | ------ | ------ | ------ | ------ | ------ | ------ | ------ | ------ | ------ |
| Şehir | 17.274 | 16.761 | 16.895 | 14.912 | 16.285 | 13.339 | 09.117 | 07.228 | 06.557 | 04.789 | 06.182 | 05.095 | 02.860 | 02.397 |
| İlçe  | 44.794 | 52.574 | 61.372 | 62.600 | 66.605 | 61.968 | 56.562 | 49.844 | 61.318 | 54.083 | 49.699 | 44.622 | 30.913 | 24.302 |

## Klima
Das Klima in Ardahan ist kontinental geprägt mit von Juni bis September warmen, niederschlagsreichen Sommern und kalten, langen, trockenen Wintern, in denen die Temperatur unter minus 30 °C und gelegentlich unter minus 40 °C fallen kann. Für die Normalperiode 1991–2020 beträgt die Jahresmitteltemperatur 4,3 °C, wobei im Januar mit −10,3 °C die kältesten und im Juli mit 9,4 °C die wärmsten Monatsmitteltemperaturen gemessen werden.
|                        | Jan   | Feb   | Mär  | Apr  | Mai  | Jun   | Jul  | Aug  | Sep  | Okt  | Nov  | Dez   |   |       |
| Mittl. Temperatur (°C) | −10,3 | −9,1  | −2,3 | 4,7  | 9,6  | 13,3  | 16,4 | 16,7 | 12,5 | 7,2  | −0,1 | −7,3  | ⌀ | 4,3   |
| Mittl. Tagesmax. (°C)  | −4,4  | −2,7  | 3,6  | 11,1 | 16,4 | 20,8  | 24,3 | 25,2 | 21,2 | 15,2 | 6,7  | −1,5  | ⌀ | 11,4  |
| Mittl. Tagesmin. (°C)  | −15,5 | −14,6 | −7,5 | −0,8 | 3,6  | 6,5   | 9,4  | 9,3  | 4,9  | 0,7  | −5,4 | −12,1 | ⌀ | −1,7  |
|                        |       |       |      |      |      |       |      |      |      |      |      |       |   |       |
| Niederschlag (mm)      | 24,0  | 21,7  | 37,0 | 54,2 | 85,2 | 101,7 | 77,2 | 64,8 | 38,9 | 41,1 | 29,9 | 24,7  | Σ | 600,4 |
|                        |       |       |      |      |      |       |      |      |      |      |      |       |   |       |
| Sonnenstunden (h/d)    | 2,6   | 3,7   | 5,0  | 5,1  | 6,3  | 7,8   | 8,3  | 8,1  | 7,1  | 5,3  | 3,7  | 2,5   | ⌀ | 5,5   |
|                        |       |       |      |      |      |       |      |      |      |      |      |       |   |       |
| Regentage (d)          | 7,8   | 8,0   | 10,3 | 14,2 | 18,0 | 15,5  | 13,0 | 12,0 | 9,5  | 10,9 | 7,9  | 8,0   | Σ | 135,1 |

| −15,5 |

| −14,6 |

| −7,5 |

| −0,8 |

| 3,6 |

| 6,5 |

| 9,4 |

| 9,3 |

| 4,9 |

| 0,7 |

| −5,4 |

| −12,1 |

| −15,5 |

| −14,6 |

| −7,5 |

| −0,8 |

| 3,6 |

| 6,5 |

| 9,4 |

| 9,3 |

| 4,9 |

| 0,7 |

| −5,4 |

| −12,1 |

## Ardahan in Liedern und Legenden
Auf Ardahan wird sowohl in georgischen als auch armenischen Volksliedern Bezug genommen. Georgischen Legenden zufolge hat ein Sohn des Kartlos, des mythischen Vaters der georgischen Nation, die Stadt gegründet.

## Persönlichkeiten
- Taner Akçam (* 1953), Historiker, Soziologe und Autor
- Yaşar Güler (* 1954), General der Türkischen Streitkräfte (Verteidigungsminister der Türkei seit 2023)
- Adnan Maral (* 1968), Schauspieler
- Ayla Çelik (* 1973), Popsängerin und Songwriterin